# Babrowa (sielsowiet Machawa)
Babrowa (biał. Баброва; ros. Боброво) – wieś na Białorusi, w obwodzie mohylewskim, w rejonie mohylewskim, w sielsowiecie Machawa.